# ISO 3166-2:WS
ISO 3166-2:WS는 지리 식별 부호(geocode)를 정의하는 ISO 표준인 ISO 3166-2의 일부이며 사모아에 적용된다. 11개의 행정 구역이 하부 부호를 할당받았다. 하부 코드는 2자리의 영어 대문자로 쓴다. WS는 ISO 3166-1에서 할당된 국가 코드를 사용한다.

## 식별 부호
| 코드  | 행정 구역         |
| ----- | ----------------- |
| WS-AA | 아나 구           |
| WS-AL | 아이가이레타이 구 |
| WS-AT | 아투아 구         |
| WS-FA | 파살렐레아가 구   |
| WS-GE | 가가에마우가 구   |
| WS-GI | 가가이포마우가 구 |
| WS-PA | 팔라울리 구       |
| WS-SA | 사투파이테아 구   |
| WS-TU | 투아마사가 구     |
| WS-VF | 바오포노티 구     |
| WS-VS | 바이시가노 구     |